# PSFU
PSFU Wernigerode GmbH (PSFU) ist ein in Wernigerode, Sachsen-Anhalt ansässiges ansässiges Familienunternehmen und spezialisiert auf die Lohnfertigung im Bereich der hochpräzisen Zerspanungstechnologien. Das Unternehmen verfügt über mehr als 30 Jahre Erfahrung und beschäftigt im Geschäftsjahr 2024 rund 90 Mitarbeiter.

## Produkte
Die PSFU Wernigerode GmbH bietet umfassende Fertigungslösungen im Bereich des Flach-, Rund- und Unrundprofilschleifens. Der Maschinenpark umfasst hochmoderne CNC-Bearbeitungszentren, die eine breite Fertigungsbandbreite ermöglichen, einschließlich 5-Achs-Fräsbearbeitungen und Präzisionsdrehen.
Zum Kundenkreis des Unternehmens zählen führende europäische Unternehmen aus den Branchen Automobilindustrie, Druckmaschinenbau, Medizintechnik und Werkzeugmaschinenbau. Die Produktion erfolgt flexibel und bedarfsgerecht, von der Prototypenfertigung über die Einzelteilproduktion bis hin zur Serienfertigung. Ein eigener Werkzeug- und Vorrichtungsbau ergänzt das Leistungsspektrum.

## Geschichte
Die PSFU Profilschleif-, Fertigungs- & Umwelttechnik GmbH wurde 1992 von Andreas Schubert und Klaus Hase in Wernigerode gegründet. Zahlreiche ehemalige Beschäftigte des VEB Elektromotorenwerk Wernigerode fanden dort eine neue Anstellung.
In den Anfangsjahren spezialisierte sich das Unternehmen auf die Fertigung von Ersatz- und Verschleißteilen für die Elektromotoren-Spulenwickeltechnik, insbesondere auf das CNC-Schleifen von Einziehnadel-Profilen mittels Tiefschleifen im Vollschnittverfahren. Grundlage dieser Technologie war ein DDR-Patent von Schubert und Hase. Ab 1993 wurde das Verfahren des Profil-Vollschnittschleifens zur Herstellung von Elektroden für Excimerlaser erprobt. Die dadurch erreichte Präzision trug dazu bei, die Strukturgröße von Mikroprozessoren für die Halbleiterindustrie weiter zu verkleinern. 1994 nutzten Kunden des Unternehmens Lambda Physik dieses Verfahren zur Optimierung von Elektroden für die Fotolithografie. Zudem wurde eine Aluminiumschleiferei zur Bearbeitung von Dachrelingteilen aufgebaut.
1995 wurde das Unternehmen durch einen Brand vollständig zerstört, jedoch am gleichen Standort wieder aufgebaut. 2006 erfolgte die Sanierung einer Fertigungshalle aus dem Jahr 1936 sowie die Revitalisierung des umliegenden Industrieareals im Rahmen eines Förderprojekts.
Ab 1996 begann die Entwicklung galvanisch beschichteter Aluminiumguss-Fahrwerksteile mit Sichtoberfläche in Zusammenarbeit mit den Unternehmen Rautenbach und MWG Galvano. Dies führte zur Produktion der ersten mattnickel-verchromten Fahrwerksteile für BMW-Motorräder. Im selben Jahr wurde das simultane 5-Achsen-CNC-Fräsen (DMG MORI) in den Fertigungsprozess integriert, wodurch beschichtete Aluminiumteile in einer einzigen Aufspannung bearbeitet werden konnten. Die Kombination verschiedener Bearbeitungstechniken ermöglichte es dem Unternehmen, sich zum Systemlieferanten für montierte Fahrwerkskomponenten weiterzuentwickeln.
In den Folgejahren investierte das Unternehmen in innovative Fertigungsverfahren wie die 6-Achsen-CNC-Schleifbearbeitung mit Robotern sowie das modifizierte Gleitschleifen (Schleppschleifen) zur Oberflächenbehandlung von Aluminiumteilen. Parallel dazu wurde die Forschung an Vollschnitt-, Flach- und Profilschleifverfahren sowie am Rund-Profilschleifen intensiviert. Dies führte zu Investitionen in speziell ausgerüstete Maschinen mit hydrostatischen Führungen, die für eine verschleißfreie und schwingungsdämpfende Bearbeitung sorgen. Seitdem ist das Unternehmen in der Lage, hochlegierte, schwer zerspanbare Werkstoffe mittels 5-Achsen-CNC-Profilschleifen mit CD-Abrichtverfahren zu bearbeiten.
Die Wirtschaftskrise 2008/2009 führte zu einem erheblichen Umsatzeinbruch, wodurch das Unternehmen im Juni 2010 ein Insolvenzverfahren einleitete. Im Rahmen der Sanierung wurde der Geschäftsbetrieb auf die neu gegründete PSFU Wernigerode GmbH übertragen. Zum 1. Oktober 2011 übernahm der ehemalige Prokurist Nils Appelt die Geschäftsführung. Rund 100 Arbeitsplätze konnten erhalten bleiben.

## Auszeichnungen
- 2003: Großer Preis des Mittelstandes[6] für „erfolgreiche Unternehmensentwicklung“